# Islandia na Zimowych Igrzyskach Olimpijskich 1964
Islandię na Zimowych Igrzyskach Olimpijskich 1964 w austriackim Innsbrucku reprezentowało 5 zawodników, którzy wystartowali w 2 dyscyplinach.
Był to piąty start Islandii na zimowych igrzyskach olimpijskich.

## Wyniki

### Biegi narciarskie
Mężczyźni
| Konkurencja | Zawodnik            | Wyścig    | Wyścig |
| Konkurencja | Zawodnik            | Czas      | Poz.   |
| ----------- | ------------------- | --------- | ------ |
| 15 km       | Birgir Guðlaugsson  | 1'04:53.9 | 67     |
| 15 km       | Þórhallur Sveinsson | 1'00:14.9 | 55     |
| 30 km       | Birgir Guðlaugsson  | 1'54:00.3 | 64     |
| 30 km       | Þórhallur Sveinsson | 1'51:34.4 | 61     |

### Narciarstwo alpejskie
Mężczyźni
| Zawodnik              | Konkurencja   | Zjazd   | Zjazd |
| Zawodnik              | Konkurencja   | Czas    | Poz.  |
| --------------------- | ------------- | ------- | ----- |
| Jóhann Vilbergsson    | Slalom gigant | N/U     | –     |
| Kristinn Benediktsson | Slalom gigant | 2:17.86 | 61    |
| Árni Sigurðsson       | Slalom gigant | 2:14.90 | 56    |

Slalom mężczyzn
| Zawodnik              | Kwalifikacje | Kwalifikacje | Kwalifikacje | Kwalifikacje | Finał                  | Finał                  | Finał                  | Finał                  | Finał                  | Finał                  |
| Zawodnik              | Czas 1       | Poz.         | Czas 2       | Poz.         | Czas 1                 | Poz.                   | Czas 2                 | Poz.                   | łącznie                | Poz.                   |
| --------------------- | ------------ | ------------ | ------------ | ------------ | ---------------------- | ---------------------- | ---------------------- | ---------------------- | ---------------------- | ---------------------- |
| Kristinn Benediktsson | DSQ          | –            | 1:00.57      | 27           | Nie zakwalifikował się | Nie zakwalifikował się | Nie zakwalifikował się | Nie zakwalifikował się | Nie zakwalifikował się | Nie zakwalifikował się |
| Árni Sigurðsson       | 1:09.03      | 65           | 59.67        | 25 QF        | 1:25.34                | 40                     | 1:13.78                | 39                     | 2:39.12                | 39                     |
| Jóhann Vilbergsson    | 1:00.39      | 46           | 1:02.23      | 34           | Nie zakwalifikował się | Nie zakwalifikował się | Nie zakwalifikował się | Nie zakwalifikował się | Nie zakwalifikował się | Nie zakwalifikował się |